# 西鉄バス佐賀・本社
西鉄バス佐賀・本社（にしてつバスさが ほんしゃ）は西日本鉄道（西鉄）の子会社である西鉄バス佐賀のバス営業所の一つ。同社の本社機能を持つ。主に佐賀市中心部と福岡県の久留米市や福岡市を運行する路線を担当する。

## 担当路線
2021年3月13日現在の路線（太字は終点・始発停留所）

### 高速バス
高速バスは、いずれも西鉄本体の路線とし、福岡側は博多営業所が担当し、佐賀側は当社に管理委託されている。
福岡・福岡空港 - 佐賀線

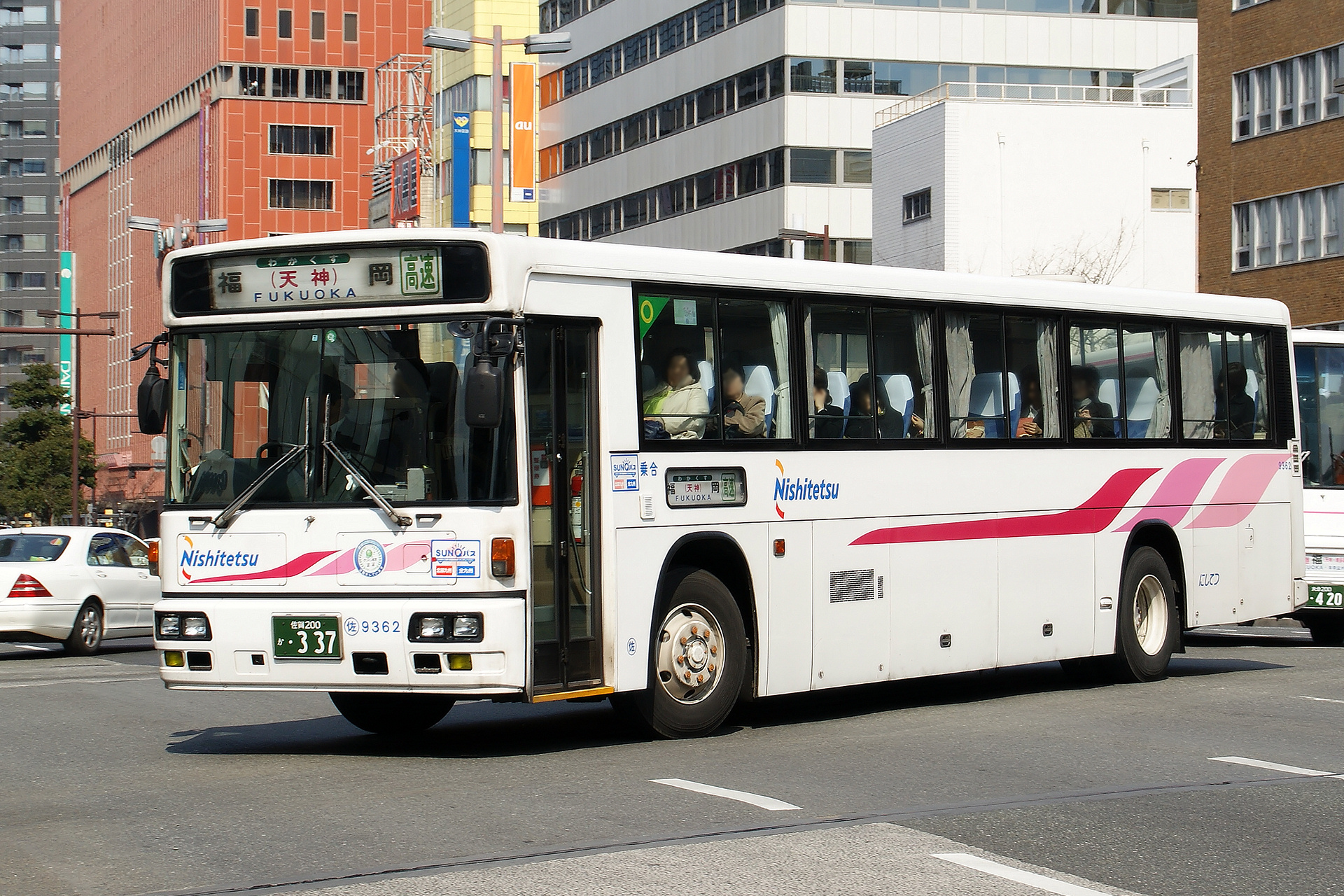
高速バス

- 佐賀第二合同庁舎 - 西鉄天神高速バスターミナル（わかくす号）
- 佐賀第二合同庁舎 - 福岡空港

福岡 - 鳥栖プレミアム・アウトレット線
- 西鉄天神高速バスターミナル - 鳥栖プレミアム・アウトレット
  - 時間指定制（要予約）。途中の停留所で客扱いは行わない。
  - わかくす号の間合い運用。鳥栖プレミアム・アウトレットのオープンに合わせて運行が開始された。平日2往復、土日祝日4往復が運行されている。
  - 鳥栖プレミアム・アウトレット到着後は佐賀第二合同庁舎まで回送されるが、一部は折り返し便があるため西鉄鳥栖まで回送もしくは鳥栖プレミアム・アウトレットの駐車場で時間まで待機する。
  - 通常の大人片道運賃は750円（2014年4月1日以降）。運行開始当初はセール期間中に片道500円で乗車できる日があったが、2012年3月16日から取りやめとなり、代わりに1,000円の往復割引乗車券が発売開始された[1]。

### 神埼線
■ 40／→■1（西鉄久留米→信愛学院間）

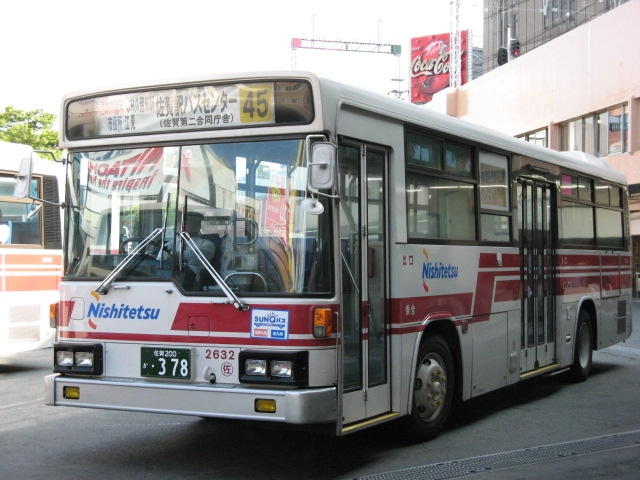
○佐所属のバス（既に廃車）

- 佐賀第二合同庁舎 - 佐賀駅バスセンター - 大財町 - 片田江 - 神埼市役所前 - 目達原（吉野ヶ里町） - 長門石 - JR久留米駅 - 荘島 - 六ツ門 - 西鉄久留米 - 文化センター前 - 信愛学院
- ニュータウン青葉台 - 長門石 - JR久留米駅 - 荘島 - 六ツ門 - 西鉄久留米
  - 佐賀市から久留米市までを国道34号経由で結ぶ路線。西鉄バス久留米・御井町支社、西鉄バス佐賀・鳥栖支社との共同運行。信愛学院行きは西鉄久留米→信愛女学院間を行先番号1番として運行する。佐賀市交通局が運行する路線で重複区間のうち材木橋、瓦町南には停車しない。
  - 久留米方面は西鉄久留米行きと佐賀本社は平日早朝1本のみ信愛学院行き、佐賀方面は目達原行きと佐賀第二合同庁舎行きがほぼ半数ずつ運行される。ニュータウン青葉台発着もあるが本数は少ない。
  - 目達原で運転士の交代・現地出退勤を行う便もある。2016年12月より自社路線。全便大型車での運行。当社担当分はスロープ付き車両で運転。
  - 2020年3月のダイヤ改正でニュータウン青葉台系統の西鉄久留米～信愛学院間が廃止され全便西鉄久留米起終点に変更となり、ダイヤも増便された。

### 江見線
■ 45

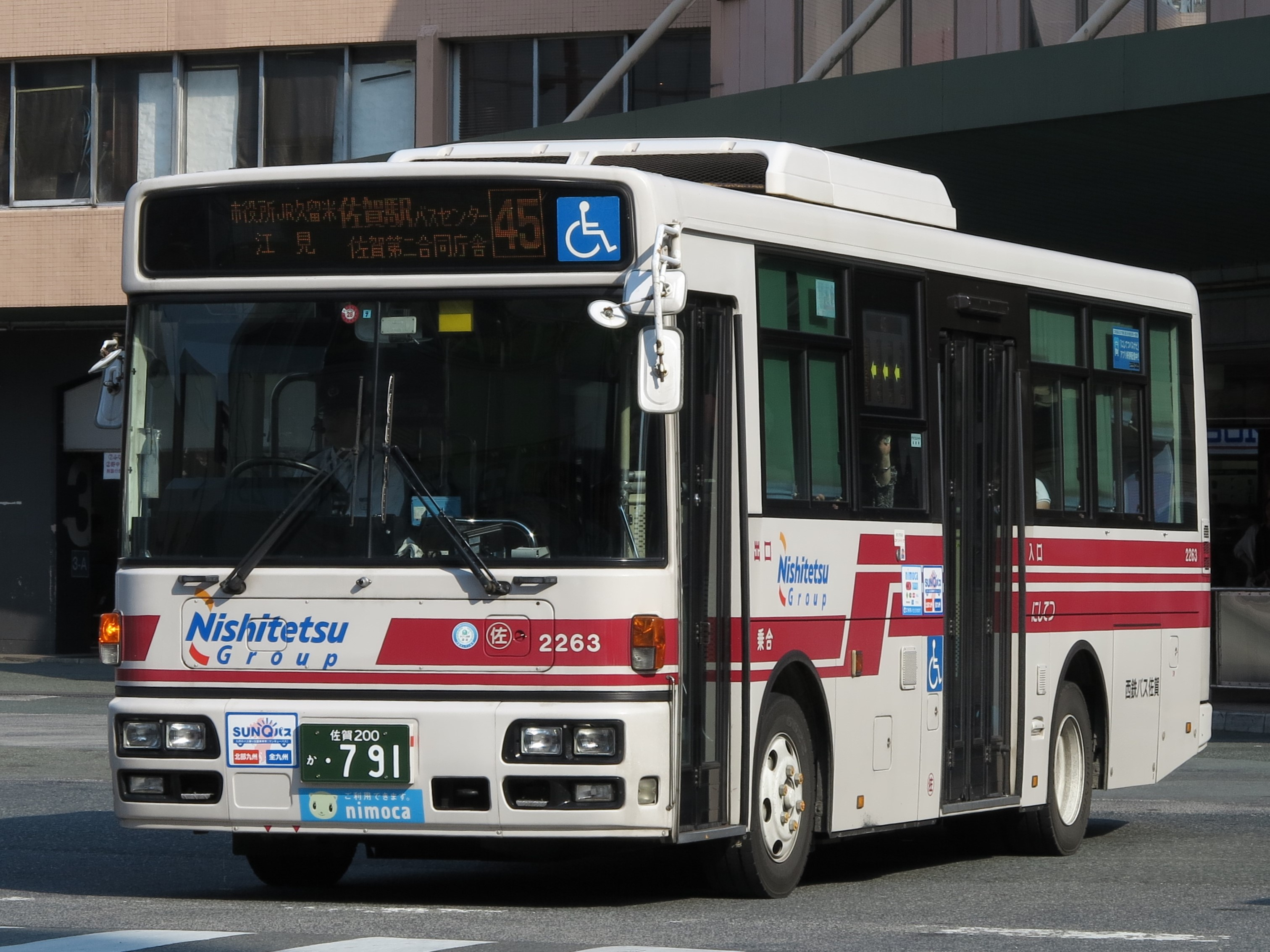
江見線用の中型車

- 佐賀第二合同庁舎 - 佐賀駅バスセンター - 大財町 - 片田江 - 原の町 - 寄人橋 - 江見 - 豆津橋 - JR久留米駅 - 久留米市役所前 - 西鉄久留米
  - 佐賀市から久留米市までを国道264号経由で結ぶ路線。上記の40番と同様に方向幕は黄色で40番台となっている。かつて設定されていた信愛学院行きは西鉄久留米→信愛学院間を行先番号1番として運行していた。
  - 久留米 - 佐賀間は当路線の方が本数は少ないが、40番よりも若干所要時間は短い。一部は寄人橋で折り返す。
  - 寄人橋で運転手の交代・現地出退勤を行う便もある。2011年4月から自社路線。補助金運行。全便ワンステップ中型車での運行。2014年以前は大型車の運行もあった。
  - 2020年10月のダイヤ改正で信愛学院発着系統とJR久留米駅始発佐賀行きが廃止となり全便が西鉄久留米発着に変更となった。

存廃問題
西鉄バス佐賀は2024年2月、江見線の走る3市町（佐賀市・神埼市・みやき町）に対し、乗務員不足や乗客の減少などで収支改善が見られないとして、2025年10月1日に廃止し、2024年10月1日からは運行数を半減させたいと申し出た。3市町側は「地域住民にとって日常生活に欠かせない重要な移動手段」「代替手段の確保が非常に困難」などとして運行の継続や廃止時期の延期の検討を求めているが、運転手38人の平均年齢が54歳で、退職者11人に対し2人しか入社せず、必要な稼働人数に5人分足りないという。それを踏まえ、2024年10月5日に運行本数を大幅に削減するダイヤの見直しを行うことが2024年7月16日に西鉄ホームページで告知された。

## 廃止路線
- 特急
  - 佐賀第二合同庁舎 - 佐賀駅バスセンター - 佐賀駅南口 - 唐人町 - 白山 - 中の小路 - 県庁前（佐賀県庁） - 佐嘉神社 - 片田江 - 仲田町 - 原の町 - 姉 - 直鳥 - 詫田 - 六田 - 江見 - 西島 - 六ッ門 - 西鉄久留米
  - 上記に記載している停留所のみ停車。2011年3月31日限りで廃止。

45番の速達便だが、六ツ門～西島、片田江～佐賀駅の経路は45番とは異なる。基本的に久留米市西部・佐賀市東部 - 佐賀市中心部を結ぶのが目的であることと、経路の都合上からJR久留米駅は通らないようになっていた。佐賀市内はほかの西鉄バスの一般路線がすべて大財町経由で運行するのに対し、こちらはわかくす号や佐賀市営バスと同じ県庁前・唐人町経由であった。車両は、ハイデッカー車両での運行が基本で、わかくす号と運用は完全に分かれている。ただし、専用車両が検査の場合は極稀にわかくす号用の車両が運用に入っていた。

## 車両
路線車
大部分が大型車だが、江見線の中型化により2014年9月より中型車も配置されるようになった。日野、いすゞ、UDトラックス（旧:日産ディーゼル）（大型車のみ）の配置。日野以外は西工B型。大型車はいすゞ車が西鉄本体保有の管理委託車両（神埼線用）もあったがスロープ付き車両の転入により廃車となった。
高速車
2014年には三菱ふそう・エアロエースが、2015年にはいすゞ・ガーラ、そして2017年には日野・セレガ（いずれも純正ボディ）が配置された。過去には西工B型（標準床）高速の日産ディーゼル車も配置されていた。
特定車
西工B型（標準床）高速の日産ディーゼル車を配置。弘学館中学校・高等学校スクールバスとして運用されている。

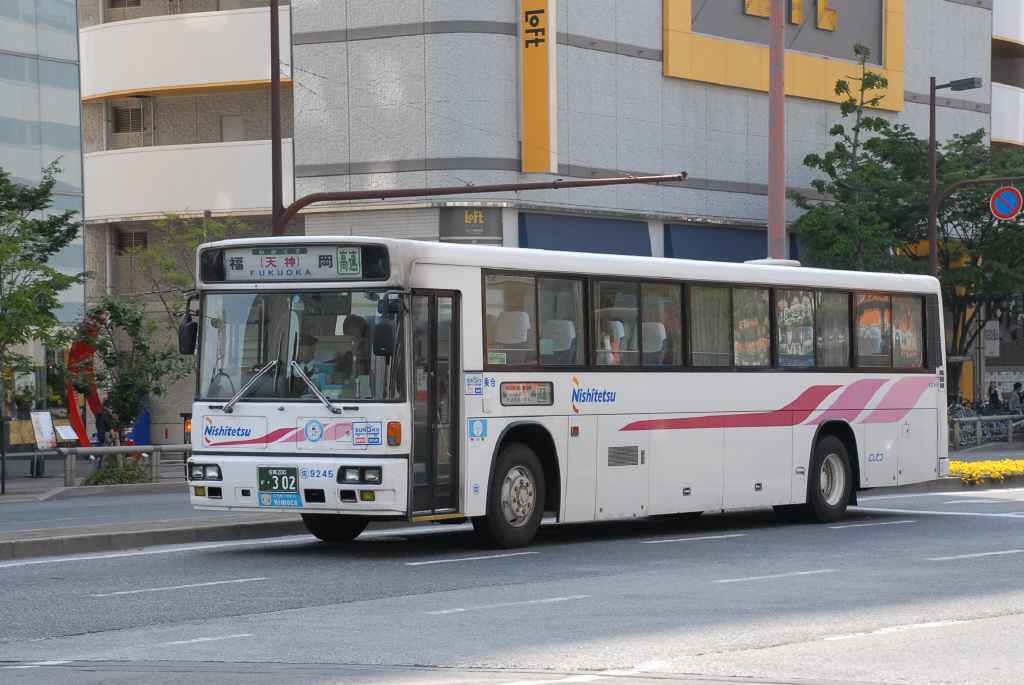
9245　日産ディーゼル（現在は廃車済）
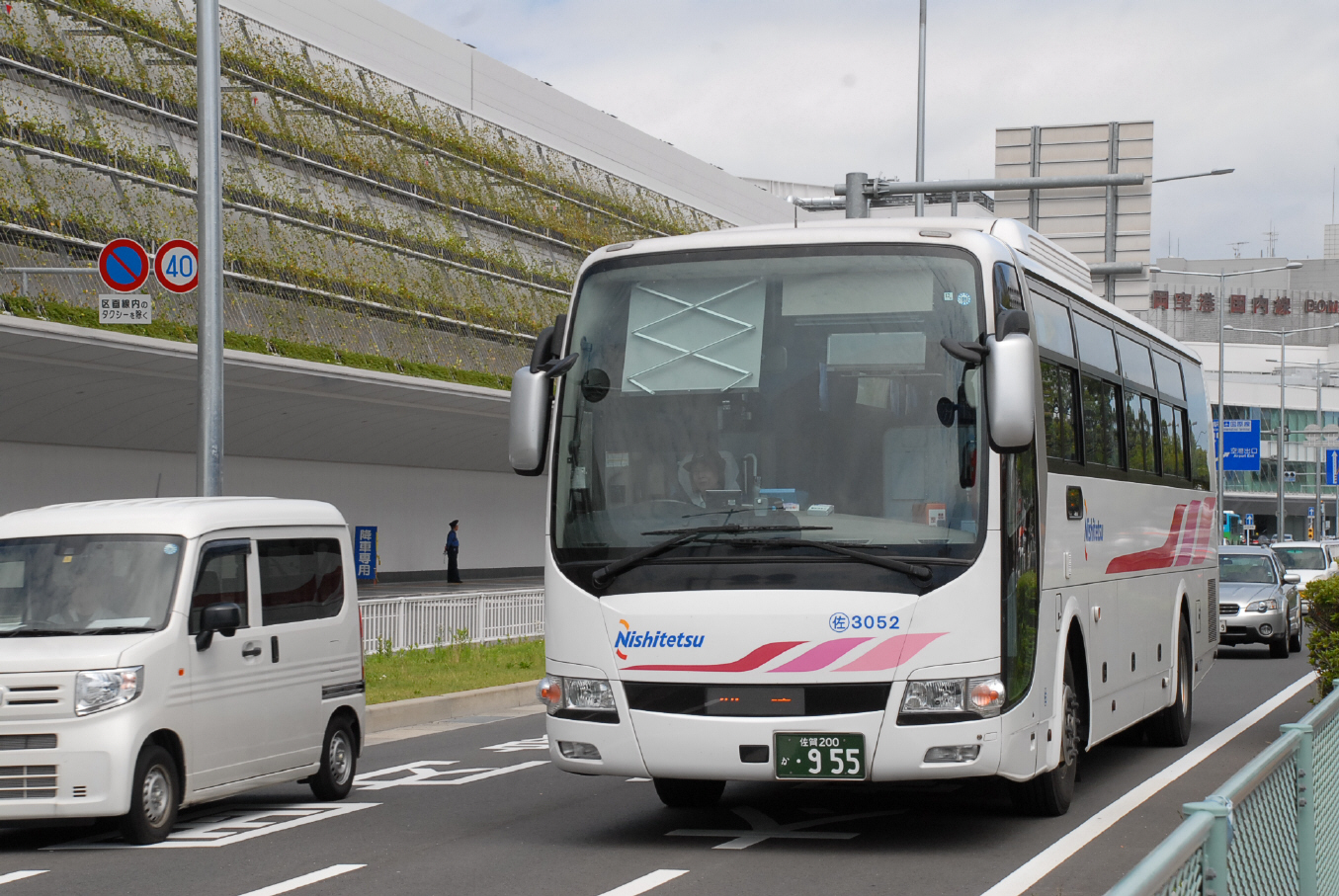
3052　三菱ふそう（現在は赤間営業所へ転出）
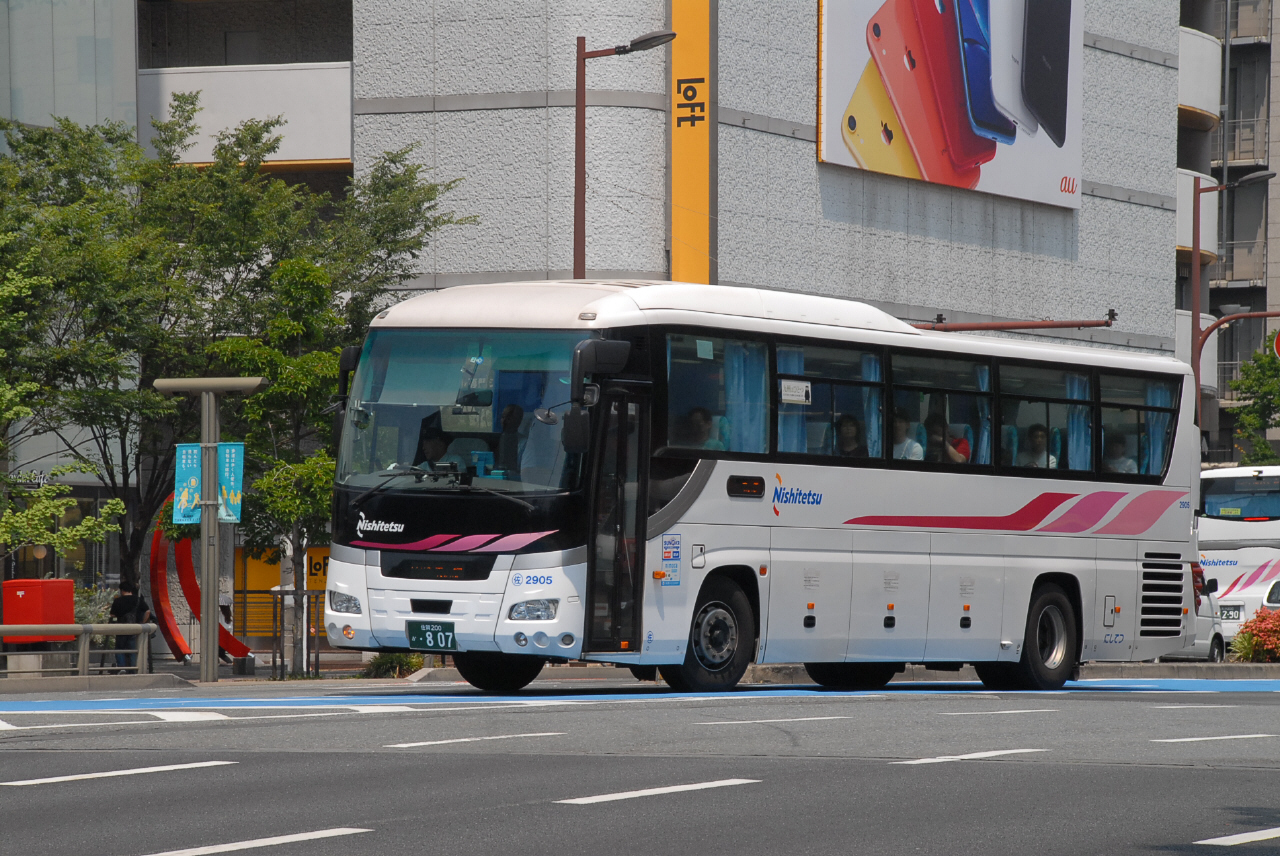
2905　いすゞ

## 使用機器
- 運賃表示器、カードリーダー、運賃箱はレシップ製を使用。